# Langeln (Nördlicher Vorharz)
Langeln is een plaats en voormalige gemeente in de Duitse deelstaat Saksen-Anhalt, en maakt deel uit van de Landkreis Harz.
Langeln telt 1.110 inwoners.